# Roger Sumich
Roger John Leonard Sumich (* 12. November 1955 in Whenuapai) ist ein ehemaliger neuseeländischer Radrennfahrer.
1980 wurde Roger Sumich neuseeländischer Meister im Straßenrennen. Bei den Commonwealth Games 1982 in Brisbane errang er die Bronzemedaille im Straßenrennen hinter dem Briten Malcolm Elliott und dem Kanadier Steve Bauer. 1984 startete er bei den Olympischen Spielen in Los Angeles im Straßenrennen, gab aber auf.